# Сергиевка (Саратовская область)
Сергиевка — село в Калининском районе Саратовской области России. Административный центр Сергиевского муниципального образования. Основано в 1735 году.

## География
Находится в центрально-южной части Саратовского Правобережья, в пределах Окско-Донской равнины, в степной зоне, на берегах реки Боровая Криуша, на расстоянии примерно 27 километров (по прямой) к северо-западу от города Калининска. Абсолютная высота — 163 метра над уровнем моря.
Климат
Климат характеризуется как умеренно континентальный с холодной малоснежной зимой и сухим жарким летом. Среднегодовая температура воздуха — 4,1 — 4,5 °C. Средняя многолетняя температура самого холодного месяца (января) составляет −12,6 — −12,1 °С (абсолютный минимум — −41 °С), температура самого тёплого (июля) — 20,8 — 21,4 °С (абсолютный максимум — 40 °С). Среднегодовое количество атмосферных осадков — 375—450 мм, из которых более половины (200—260 мм) выпадает в период с апреля по октябрь. Снежный покров держится в среднем 142 дня в году.
Часовой пояс
{{Часо== История ==
войПоясОбъекта/MSK+1|Объект=Село Сергиевка, как и вся Саратовская область,}}

## История
В 2003 году включен в состав села посёлок Боровая Криуша.

## Население
| 2002 | 2010 |
| ---- | ---- |
| 763  | ↘687 |

Гендерный состав
По данным Всероссийской переписи населения 2010 года в гендерной структуре населения мужчины составляли 46 %, женщины — соответственно 54 %.
Национальный состав
Согласно результатам переписи 2002 года, в национальной структуре населения русские составляли 87 % из 763 чел.